# Chicago Film Critics Association Awards 2010
23. ročník předávání cen asociace Chicago Film Critics Association se konal dne 20. prosince 2010.

## Vítězové a nominovaní

### Nejlepší film
The Social Network
- Počátek
- Černá labuť
- Králova řeč
- Do morku kosti

### Nejlepší cizojazyčný film
Prorok (Francie)
- Biutiful (Mexiko)
- Muži, kteří nenávidí ženy (Švédsko)
- Matka (Jižní Korea)
- Mé jméno je láska (Itálie)

### Nejlepší režisér
David Fincher – The Social Network
- Darren Aronofsky – Černá labuť
- Debra Granik – Do morku kosti
- Tom Hooper – Králova řeč
- Christopher Nolan – Počátek

### Nejlepší adaptovaný scénář
Aaron Sorkin – The Social Network
- Michael Arndt – Toy Story 3: Příběh hraček
- Debra Granik a Anne Rosellini - Do morku kosti
- David Lindsay-Abaire – Králičí nora
- Joel Coen a Ethan Coen – Opravdová kuráž

### Nejlepší původní scénář
Christopher Nolan – Počátek
- Mark Heyman, Andres Heinz a John McLaughlin – Černá labuť
- Chris Morris, Jesse Armstrong a Sam Bain – Čtyři lvi
- Lisa Cholodenko a Stuart Blumberg – Děcka jsou v pohodě
- David Seidler – Králova řeč

### Nejlepší herec v hlavní roli
Colin Firth – Králova řeč
- Jeff Bridges – Opravdová kuráž
- Jesse Eisenberg – The Social Network
- Ryan Gosling – Blue Valentine
- James Franco – 127 hodin

### Nejlepší herečka v hlavní roli
Natalie Portmanová – Černá labuť
- Annette Beningová – Děcka jsou v pohodě
- Jennifer Lawrenceová – Do morku kosti
- Lesley Manville – Další rok
- Michelle Williamsová – Blue Valentine

### Nejlepší herec ve vedlejší roli
Christian Bale – Fighter
- Andrew Garfield – The Social Network
- Geoffrey Rush – Králova řeč
- John Hawkes – Do morku kosti
- Mark Ruffalo – Děcka jsou v pohodě

### Nejlepší herečka ve vedlejší roli
Hailee Steinfeld – Opravdová kuráž
- Helena Bonham Carter – Králova řeč
- Melissa Leo – Fighter
- Jacki Weaver – Království zvěrstev
- Amy Adams – Fighter

### Nejlepší kamera
Wally Pfister – Počátek
- Matthew Libatique – Černá labuť
- Robert Richardson – Prokletý ostrov
- Roger Deakins – Opravdová kuráž
- Jeff Cronenweth – The Social Network

### Nejlepší animovaný film
Toy Story 3: Příběh hraček
- Já, padouch
- Jak vycvičit draka
- Iluzionista
- Na vlásku

### Nejlepší dokument
Banksy: Exit Through the Gift Shop
- Restrepo
- Finanční krize
- Čekání na Supermana
- The Tillman Story

### Nejlepší skladatel
Clint Mansell – Černá labuť
- Trent Reznor a Atticus Ross – The Social Network
- John Adams – Mé jméno je láska
- Hans Zimmer – Počátek
- Carter Burwell – Opravdová kuráž

### Nejslibnější filmař
Derek Cianfrance – Blue Valentine
- Banksy – Banksy: Exit Through the Gift Shop
- David Michôd – Království zvěrstev
- Aaron Schneider – Snížit se
- John Wells – Manažeři

### Nejslibnější umělec
Jennifer Lawrenceová – Do morku kosti
- Armie Hammer – The Social Network
- Katie Jarvis – Fish Tank
- Tahar Rahim – Prorok
- Hailee Steinfeld – Opravdová kuráž